# Гранд-Каньйон-Вест (Аризона)
Гранд-Каньйон-Вест (англ. Grand Canyon West) — переписна місцевість (CDP) в США, в окрузі Могаве штату Аризона. Населення — 0 осіб (2020).

## Географія
Гранд-Каньйон-Вест розташований за координатами 36°0′16″ пн. ш. 113°48′15″ зх. д. / 36.00444° пн. ш. 113.80417° зх. д. (36.004418, -113.804103).  За даними Бюро перепису населення США в 2010 році переписна місцевість мала площу 45,59 км², з яких 44,52 км² — суходіл та 1,07 км² — водойми.

## Демографія
Згідно з переписом 2010 року, у переписній місцевості мешкали 2 особи в 2 домогосподарствах у складі 0 родин. Густота населення становила 0 осіб/км².  Було 19 помешкань (0/км²).
Расовий склад населення:
| - 100,0 % — білих |

До двох чи більше рас належало 0,0 %. Частка іспаномовних становила 0,0 % від усіх жителів.
За віковим діапазоном населення розподілялося таким чином: 0,0 % — особи молодші 18 років, 50,0 % — особи у віці 18—64 років, 50,0 % — особи у віці 65 років та старші. Медіана віку мешканця становила 70,5 року. 
Цивільне працевлаштоване населення становило 0 осіб. 